# Marko Kemppainen
Marko Kemppainen (n. 13 iulie 1976, Kajaani, Oulu, Finlanda) este un trăgător de tir ce a reprezentat Finlanda, medaliat olimpic. A participat la o ediție a Jocurilor Olimpice (2004) în care a câștigat o medalie de argint.

## Participări
Lista de mai jos prezintă principalele competiții la care a participat Marko Kemppainen de-a lungul carierei.
- shooting at the 2004 Summer Olympics – men's skeet[*]